# Fujioka
Fujioka è una città giapponese della prefettura di Gunma con una popolazione, al 2020, di 64 539 abitanti e una densità di 360 ab./km².